# Kordoba (prowincja)
Kordoba a. Kordowa (hiszp. Provincia de Córdoba) – prowincja we wspólnocie autonomicznej Andaluzja w Hiszpanii. Graniczy z prowincjami: Málaga, Badajoz, Ciudad Real, Jaén oraz Grenada.
Stolicą prowincji jest miasto Kordoba. Kod pocztowy do wszystkich miejscowości na terenie prowincji Kordoba rozpoczyna liczba 14.

## Comarki

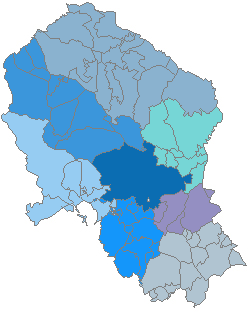
Podział prowincji na comarki.

- Alto Guadalquivir
- Campiña Este – Guadajoz
- Campiña Sur Cordobesa
- Subbética
- Valle de los Pedroches
- Valle del Guadiato
- Valle Medio del Guadalquivir